# Bandera de Alta Abjasia

Ratio: 2:3.

La  bandera de Alta Abjasia, conocida como la "bandera de las cinco cruces", es uno de los símbolos oficiales del país desde 2006, tras quinientos años en desuso. Es una bandera de color blanco con una cruz roja en su parte central que la divide en cuadrantes y con cuatro pequeñas cruces rojas por cada cuadrante. Las proporciones entre el ancho y el alto de la bandera son de 2:3.